# The Observer
The Observer – brytyjski tygodnik, który w większości kwestii zajmuje stanowisko socjalliberalne lub socjaldemokratyczne, zbliżony do Partii Pracy (LP). Ukazuje się w każdą niedzielę. Wydawany jest przez Guardian Media Group, to samo wydawnictwo co jego siostrzane gazety „The Guardian” i „The Guardian Weekly”. Pierwszy numer ukazał się 4 grudnia 1791. Jest najstarszą niedzielną gazetą na świecie.